# 上太田村
上太田村（かみおおたむら）は、和歌山県東牟婁郡にあった村。現在の那智勝浦町の南西部、太田川の上流域にあたる。

## 地理
- 山岳：城山
- 河川：太田川、中ノ川、熊瀬川、小匠川、高野川、楠川

## 歴史
- 1889年（明治22年）4月1日 - 町村制の施行により、南大居村・井鹿村・中ノ川村・高遠井村・長井村・小匠村・西中野川村の区域をもって発足。
- 1943年（昭和18年）2月11日 - 下太田村と合併して太田村が発足。同日上太田村廃止。